# Distrito rural de Mehrabad
O distrito rural de Mehrabad (em persa: دهستان مهرآباد) localiza-se no distrito de Bahman, no condado de Abarkuh, da província de Yazd, no Irã.
No censo de 2006, sua população era de 1 976 habitantes, em 580 famílias. O distrito rural possui treze aldeias.